# 김경희 (작가)
김경희는 대한민국의 텔레비전 드라마 작가이다. 

## 드라마
- 2003년 MBC 단막극 《MBC 베스트극장 - 내 남자의 웨딩 비디오》 ... 집필
- 2005년 KBS2 미니시리즈 《열여덟 스물아홉》... 공동집필
- 2006년 ~ 2007년 KBS2 일요 청춘드라마 《성장드라마 반올림 #3》... 공동집필
- 2014년 ~ 2015년 KBS2 저녁 일일연속극 《달콤한 비밀》 ... 집필
- 2020년 KBS1 저녁 일일연속극 《기막힌 유산》 ... 집필
- 2024년 KBS2 저녁 일일연속극 《피도 눈물도 없이》 ... 집필 (1~35회) (중도하차)